# جنگل‌بان رومئو
جنگل‌بان رومئو (نام علمی: Zygaena romeo) نام یک گونه از تیره جنگل‌بانان است.